# Dent de Jaman
Dent de Jaman – szczyt w Alpach Fryburskich, części Alp Zachodnich. Leży w Szwajcarii w kantonie Vaud.
W sierpniu 1830 roku na szczyt weszli wspólnie trzej polscy poeci romantyczni - Adam Mickiewicz, Zygmunt Krasiński i Antoni Edward Odyniec.